# Jeff Porcaro
Jeffrey Thomas »Jeff« Porcaro, ameriški bobnar, studijski glasbenik, skladatelj in producent, * 1. april 1954, South Windsor, Connecticut, Združene države Amerike, † 5. avgust 1992, Los Angeles. 
Najbolj je javnosti ostal znan kot član rock skupine Toto. Porcaro je eden izmed največkrat posnetih studijskih glasbenikov vseh časov. Kot bobnar je sodeloval na neštetih albumih in snemanjih. Portal AllMusic ga je označil za »utemeljeno najbolj cenjenega studijskega bobnarja od sredine 70. let pa do začetka 90. let prejšnjega stoletja«. Leta 1993 je bil posmrtno sprejet v bobnarsko dvorano slavnih »Modern Drummer«.

## Biografija

### Zasebno življenje
Porcaro se je rodil v Hatfordu, v Connecticutu, tolkalistu Joeju Porcaru in njegovi ženi Eileen. Njegova mlajša brata Steve in Mike sta kasneje tudi postala studijska glasbenika in člana skupine Toto. Porcaro je odraščal v četrti San Fernando Valley, v Los Angelesu, obiskoval pa je srednjo šolo Ulysses S. Grant High School.
22. oktobra 1983 se je Porcaro poročil s Susan Norris, ki je delala kot televizijska napovedovalka. Rodili so se jima trije sinovi, Christoper Joseph (1984), Miles Edwin Crawford (1986) in Nico Hendrix (1991).

### Kariera
Porcaro je pričel z bobnanjem pri sedmih letih. Najprej ga je učil njegov oče Joe Porcaro, kasneje pa Bob Zimmitti in Richie Lepore.
Ko je bil star sedemnajst, je prvič profesionalno igral v spremljevalni skupini Sonny and Cher. Kasneje je kot svoja idola tistega časa označil Jima Keltnerja in Jima Gordona. V svojih dvajsetih letih je Porcaro igral na številnih albumih, vključno z albumi skupine Steely Dan. Preden je z bratom Stevom in prijateljema iz otroških let Stevom Lukatherjem in Davidom Paichem ustanovil skupino Toto, je igral na turnejah skupine Boz Scaggs. Med bobnarji je Porcaro znan po "Rossana shufflu", bobnarskem vzorcu, ki ga je uporabil pri skladbi Rosanna, ki je bila nagrajena z Grammyjem.
Poleg dela s skupino Toto, je Porcaro sodeloval z mnogimi znanimi glasbeniki kot so: Boz Scaggs, Paul McCartney, Dire Straits, Donald Fagen, Steely Dan, Rickie Lee Jones, Michael Jackson, Al Jarreau, George Benson, Joe Walsh, Joe Cocker, Stan Getz, Sérgio Mendes, Lee Ritenour, Christopher Cross, James Newton-Howard, Jim Messina, Barbra Streisand, Donna Summer, Diana Ross, Eric Carmen, Eric Clapton, Miles Davis, Bruce Springsteen, Elton John, Larry Carlton, Michael McDonald, Seals & Crofts in David Gilmour. Porcaro je igral bobne na štirih skladbah Jacksonovega albuma Thriller, igral pa je tudi pri skladbi Heal the World z albuma Dangerous. Igral je tudi na albumu Meanwhile skupine 10cc. Skupina je skladbo »The Night That the Stars Didn't Show", ki je izšla po njegovi smrti, posvetila njemu.
Richard Marx je skladbo »One Man« posvetil njemu in dejal, da je bil Porcaro najboljši bobnar, s katerim je sodeloval. Michael Jackson je Porcaru napisal posvetilo v ovitek albuma HIStory:Past, Present and Future, Book I.

### Smrt
Porcaro je umrl 5. avgusta 1992 v starosti 38 let. Ko je na vrtu škropil insekte mu je postalo slabo in odpeljali so ga v bolnišnico Humana Hospital-West Hills, kjer je še istega večera umrl. Po poročanju časopisa Los Angeles Times je Okrožni mrliški oglednik prišel do sklepa, da je Porcaro umrl zaradi srčnega infarkta zaradi ateroskleroze in uporabe kokaina in ne zaradi alergijske reakcije na pesticide, kar trdi uradna spletna stran skupine Toto. Uradni vzrok smrti Porcara je bil dolgo časa predmet debat. Porcarova družina, prijatelji in člani skupine Toto so zatrjevali, da je Porcaro občasno užival kokain, da pa ni bil z njim zasvojen. Večina ljudi, ki je Porcara poznala trdi, da je poročilo mrliškega oglednika napačno. Steve Lukather je v svojem intervjuju z revijo I'd Hit That leta 2013 razkril, da je Porcaro imel dva strica, ki sta oba umrla pri svojih štiridesetih letih zaradi bolezni srca in verjame, da je Porcaro bolezen podedoval.
Porcarov pogreb je bil 10. avgusta 1992 na pokopališču Hollywood Hills. Ustanovljen je bil spominski fond Jeffa Porcara, ki podpira glasbeno-umetniški oddelek na srednji šoli Grant High School v Los Angelesu, kjer se je Porcaro šolal. 14. decembra 1992 je bil organiziran koncert v spomin Porcaru, ki se je odvijal v dvorani Universal Amphitheater, v Los Angelesu. Na koncertu so sodelovali znani izvajalci, kot so: Boz Scaggs, Donald Fagen, Don Henley, Michael McDonald, David Crosby, Eddie Van Halen in člani skupine Toto. Prihodki koncerta so bili namenjeni stroškom izobraževanja Porcarovih sinov.
Porcarov nagrobnik krasi vrstica iz skladbe »Wings of Time« z albuma Kingdom of Desire skupine Toto: "Our love doesn't end here; it lives forever, on the Wings of Time."

## Oprema
Porcaro je bil uporabnik bobnov znamke Pearl  (bil je njen predstavnik), uporabljal je še činele znamke Paiste, opne znamke Remo in udarjalke znamke Regaltip. Znamka Regaltip je izdala in še izdaja bobnarske palice z njegovim podpisom. Pred letom 1982, ko je postal predstavnik znamke Pearl, je uporabljal še druge znamke bobnov, kot so Ludwig-Musser, Gretsch in Camco.

## Diskografija

### S skupino Toto
- Toto (1978)
- Hydra (1979)
- Turn Back (1981)
- Toto IV (1982)
- Isolation (1984)
- Dune (1984)
- Fahrenheit (1986)
- The Seventh One (1988)
- Past to Present 1977–1990 (1990)
- Kingdom of Desire (1992)
- Toto XX: 1977-1997 (1998)
- Greatest Hits Live...and More (DVD)

### Ostali izvajalci
- Seals & Crofts – Diamond Girl (1973), Unborn Child (1974), Get Closer (1976)
- Joe Cocker – I Can Stand a Little Rain (1974), Civilized Man (1984)
- Steely Dan – Pretzel Logic (1974), Katy Lied (1975), FM (No Static at All) (1978), Gaucho (1980)
- Tommy Bolin – Teaser (1975) - »The Grind«, »Homeward Strut«, »Dreamer«, »Teaser«
- Les Dudek – Les Dudek Debut (1976), Say No More (1977), Ghost Town Parade (1978), Deeper Shades of Blues, (1995), Freestyle! (2000)
- Leo Sayer – Endless Flight (1976) – »When I Need You«, Thunder in My Heart (1977), Leo Sayer (1978), World Radio (1982), Have You Ever Been in Love (1983)
- Boz Scaggs – Silk Degrees (1976), Down Two Then Left (1977), Middle Man (1980), Other Roads (1988)
- Peter Frampton – Breaking All the Rules (1981)
- Eric Carmen – Boats Against the Current (1977) - »She Did It«
- Hall & Oates – Beauty on a Back Street (1977)
- Diana Ross – Baby It's Me (1977), Ross (1983)
- Colin Blunstone – Never Even Thought (1978)
- Kiss – Peter Criss (1978)
- Larry Carlton – Larry Carlton (1978), Sleepwalk (1981), Friends (1983)
- Allen Toussaint – Motion (1978)
- Dave Mason – Mariposa De Oro (1978) – »Will You Still Love Me Tomorrow«
- Warren Zevon – Excitable Boy (1978) – »Nighttime in the Switching Yard«, Mr. Bad Example (1991)
- Ruben Blades - Nothing but the Truth (1988)
- Roy Forbes – Thistles (1978)
- Janne Schaffer – Earmeal (1979)
- Lowell George – Thanks, I'll Eat It Here (1979)
- Chicago – Chicago 17 (1984) – »Stay the Night«
- Jackson Browne – The Pretender (1976)
- Pink Floyd – The Wall (1979) – »Mother«
- Aretha Franklin – Aretha (1980), Love All the Hurt Away (1981)
- Bee Gees – Living Eyes (1981)
- Randy Crawford – Secret Combination (1981), Windsong (1982)
- Al Jarreau – Breakin' Away (1981) – »Breakin' Away«, Jarreau (1983) – »Mornin'«, »Step by Step«, »Black and Blues«
- Amii Ozaki – Hot Baby (1981)
- Greg Lake – Greg Lake (1981)
- Crosby, Stills & Nash – Daylight Again (1982), Allies (1983)
- Eye to Eye – Eye to Eye (1982)
- Michael Jackson – Thriller (1982) – »Beat It«, »Human Nature«, »The Girl is Mine«, »The Lady in my Life«, Dangerous (1991) – »Heal the World«
- Elton John – Jump Up! (1982)
- Melissa Manchester - You Should Hear How She Talks About You (1982)
- Donald Fagen – The Nightfly (1982)
- Herbie Hancock – Lite Me Up (1982)
- Don Henley – I Can't Stand Still (1982) – »Dirty Laundry«, The End of the Innocence (1989)
- Michael McDonald – If That's What It Takes (1982) – »I Keep Forgettin'«, No Lookin' Back (1985), Take It To Heart (1990)
- George Benson – In Your Eyes (1983) – »Lady Love Me (One More Time)«
- Christopher Cross – Another Page (1983) – Rendezvous (1992)
- James Newton Howard – James Newton Howard and Friends (1983)
- Lionel Richie – Can't Slow Down (1983) – »Running with the Night«, – Louder Than Words (1996) – »The Climbing«
- Paul Simon – Hearts and Bones (1983) – »Train in the Distance«
- Randy Newman – Trouble in Paradise (1983) – »I Love L.A.«
- David Gilmour – About Face (1984)
- The Jacksons – Victory (1984) – »Torture«, »Wait«
- Paul McCartney – Give My Regards to Broad Street (1984)
- Joe Walsh – The Confessor (1985)
- Eric Clapton – Behind the Sun (1985) – »Forever Man«
- Roger Hodgson – Hai Hai (1987)
- Jon Anderson – In the City of Angels (1988)
- Dr. John – In a Sentimental Mood (1989)
- Clair Marlo – Let It Go (1989)
- Madonna – Like a Prayer (1989), I'm Breathless (1990)
- Twenty Mondays – The Twist Inside (1990)
- Michael Bolton – Time, Love & Tenderness (1991)
- Cher – Love Hurts (1991)
- Dire Straits – On Every Street (1991)
- Richard Marx – Rush Street (1991), Paid Vacation (1993) – »One Man«
- B-52s – Good Stuff (1992)
- Bruce Springsteen – Human Touch (1992)
- 10cc – ...Meanwhile (1992)
- Roger Waters – Amused to Death (1992) – »It's a Miracle«
- Jude Cole – A View from 3rd Street (1990) – »Time for Letting Go«, »Compared to Nothing« – Start the Car (1992) – »Open Road«, »Tell The Truth«
- Paul Young – The Crossing (1993)